# Andrea III. Muzaka
Andrea III. Muzaka (auch Andreas Musachi, Andrea Muzakë; † nach 1393) war ein  albanischer Fürst und Herr von Devoll.

## Leben
Andrea entstammte der vornehmen, im zentralen Albanien begüterten Adelsfamilie Muzaka und folgte seinem Vater Ghin I. in seinem Despotat, das die Tomornizza in der Nähe des Berges Tomorr, die beiden Täler (Groß- und Kleindevoll) am Devoll, der die Grenze zu den Arianiti (auch: Arianiti Komnenen) war, und die Landschaft Kastoria mit allen Städten und Domänen umfasste.
In venezianischen Dokumenten taucht „Andreas Misachi“ nicht als Fürst, sondern als „wertvoller Bürger von Durazzo“ auf. Mit dem Dokument Nr. 439 vom 27. Februar 1389 erhielt Andreas und andere Herren vom Dogen Antonio Venier für ihre Dienste, „dass die Stadt nicht in die Hände der Türken fällt“, jährlich 300 Dukaten erhalten sollten und das solange „die Stadt in venezianischen Händen war“.
Im April 1393  erhielten die wertvollsten Bürger der Stadt Durazzo und die „Albanesenhäuptlinge in der Nähe“ Geschenke und Pensionen vom Bailo und Kapitän von Durazzo, Francesco Giorgio. Unter den Beschenkten wurde auch Andreas III. genannt.

## Familie
Andrea heiratete Kyranna (erhielt als Mitgift Grabossa), die Tochter von Gjin Zenevisi, dem Herren von  Agyrokastro und Vagenetia, mit der er sechs Kinder hatte:
- Gjin II. Muzaka (deutsch Johannes; † 1455 kurz nach der Schlacht bei Berat),[8] Skanderbegs Mitstreiter ⚭ Chiranna, Enkelin (oder Nichte) von Matarango von Gora
- Theodor III. Muzaka auch bekannt als Theodor Corona Musachi; Skanderbegs Mitstreiter; hinterließ keine direkten Erben
- Maria Muzaka ⚭ Arianiti Comnenus (* ca. 1400; † 1461 in Durrës)[Anm. 1][9]
- Elena Muzaka ⚭ Philipp von Ragusa
- Comita Muzaka ⚭ Arianiti, Sohn von Musachi Arianiti Comneno
- Condisa Muzaka ⚭ Duru, Sohn von Aidino; Herr von Neppe